# Barataria
Barataria is een plaats (census-designated place) in de Amerikaanse staat Louisiana, en valt bestuurlijk gezien onder Jefferson Parish.

## Demografie
Bij de volkstelling in 2000 werd het aantal inwoners vastgesteld op 1333.

## Geografie
Volgens het United States Census Bureau beslaat de plaats een oppervlakte van
12,7 km², waarvan 11,5 km² land en 1,2 km² water. Barataria ligt op ongeveer 1 m boven zeeniveau.

## Plaatsen in de nabije omgeving
De onderstaande figuur toont nabijgelegen plaatsen in een straal van 20 km rond Barataria.